# Judô nos Jogos Paralímpicos de Verão de 2012 - Até 73 kg masculino
A competição de judô na categoria até 73 kg masculino foi disputada no dia 31 de agosto no Complexo ExCel, em Londres.

## Medalhistas
| Ouro   | UKR Dmytro Solovey                              |
| Prata  | UZB Sharif Khalilov                             |
| Bronze | RUS Shakhban Kurbanov MEX Eduardo Ávila Sánchez |

## Formato de competição
Participam da competição 12 atletas. 8 atletas lutam na fase preliminar e 4 passam direto às quartas de final. Se um atleta que passar da fase preliminar derrotar seu oponente nas quartas de final, seus dois adversários devem se enfrentar pelo direito de disputar o bronze.

## Resultados

### Chave A1
|  | Fase preliminar          | Fase preliminar          | Fase preliminar |  |  | Quartas de final   | Quartas de final   | Quartas de final |
|  |                          |                          |                 |  |  |                    |                    |                  |
|  | UKR Dmytro Solovey       | UKR Dmytro Solovey       | 101             |  |  |                    |                    |                  |
|  | CUB Mohammad Ali Shanani | CUB Mohammad Ali Shanani | 000             |  |  | UKR Dmytro Solovey | UKR Dmytro Solovey | 111              |
|  |                          |                          |                 |  |  | GBR Marc Powell    | GBR Marc Powell    | 000              |
|  |                          |                          |                 |  |  |                    |                    |                  |
|  |                          |                          |                 |  |  |                    |                    |                  |
|  |                          |                          |                 |  |  |                    |                    |                  |
|  |                          |                          |                 |  |  |                    |                    |                  |

### Chave A2
|  | Fase preliminar         | Fase preliminar         | Fase preliminar |  |  | Quartas de final          | Quartas de final          | Quartas de final |
|  |                         |                         |                 |  |  |                           |                           |                  |
|  | JPN Hidekatsu Takahashi | JPN Hidekatsu Takahashi | 111             |  |  |                           |                           |                  |
|  | BLR Aliaksandr Kazlou   | BLR Aliaksandr Kazlou   | 0001            |  |  | JPN Hidekatsu Takahashi   | JPN Hidekatsu Takahashi   | 0001             |
|  |                         |                         |                 |  |  | MEX Eduardo Ávila Sánchez | MEX Eduardo Ávila Sánchez | 0021             |
|  |                         |                         |                 |  |  |                           |                           |                  |
|  |                         |                         |                 |  |  |                           |                           |                  |
|  |                         |                         |                 |  |  |                           |                           |                  |
|  |                         |                         |                 |  |  |                           |                           |                  |

### Chave B1
|  | Fase preliminar        | Fase preliminar        | Fase preliminar |  |  | Quartas de final       | Quartas de final       | Quartas de final |
|  |                        |                        |                 |  |  |                        |                        |                  |
|  | TUR Halil İbrahim Önel | TUR Halil İbrahim Önel | 101             |  |  |                        |                        |                  |
|  | GER Sebastian Junk     | GER Sebastian Junk     | 010             |  |  | TUR Halil İbrahim Önel | TUR Halil İbrahim Önel | 0001             |
|  |                        |                        |                 |  |  | RUS Shakhban Kurbanov  | RUS Shakhban Kurbanov  | 100              |
|  |                        |                        |                 |  |  |                        |                        |                  |
|  |                        |                        |                 |  |  |                        |                        |                  |
|  |                        |                        |                 |  |  |                        |                        |                  |
|  |                        |                        |                 |  |  |                        |                        |                  |

### Chave B2
|  | Fase preliminar      | Fase preliminar      | Fase preliminar |  |  | Quartas de final    | Quartas de final    | Quartas de final |
|  |                      |                      |                 |  |  |                     |                     |                  |
|  | VEN Mauricio Briceno | VEN Mauricio Briceno | 000             |  |  |                     |                     |                  |
|  | UZB Sharif Khalilov  | UZB Sharif Khalilov  | 110             |  |  | UZB Sharif Khalilov | UZB Sharif Khalilov | 100              |
|  |                      |                      |                 |  |  | ARG Rodolfo Ramírez | ARG Rodolfo Ramírez | 000              |
|  |                      |                      |                 |  |  |                     |                     |                  |
|  |                      |                      |                 |  |  |                     |                     |                  |
|  |                      |                      |                 |  |  |                     |                     |                  |
|  |                      |                      |                 |  |  |                     |                     |                  |

### Finais
|  | Semifinal                 | Semifinal                 | Semifinal           |                     |                    | Final              | Final | Final |  |
|  |                           |                           |                     |                     |                    |                    |       |       |  |
|  | UKR Dmytro Solovey        | UKR Dmytro Solovey        | 1023                |                     |                    |                    |       |       |  |
|  | UKR Dmytro Solovey        | UKR Dmytro Solovey        | 1023                |                     |                    |                    |       |       |  |
|  | MEX Eduardo Ávila Sánchez | MEX Eduardo Ávila Sánchez | 0102                |                     |                    |                    |       |       |  |
|  | MEX Eduardo Ávila Sánchez | MEX Eduardo Ávila Sánchez | 0102                |                     | UKR Dmytro Solovey | UKR Dmytro Solovey | 100   |       |  |
|  |                           |                           |                     |                     | UKR Dmytro Solovey | UKR Dmytro Solovey | 100   |       |  |
|  |                           |                           | UZB Sharif Khalilov | UZB Sharif Khalilov | 000                |                    |       |       |  |
|  | RUS Shakhban Kurbanov     | RUS Shakhban Kurbanov     | UZB Sharif Khalilov | UZB Sharif Khalilov | 000                | 000                |       |       |  |
|  | RUS Shakhban Kurbanov     | RUS Shakhban Kurbanov     |                     |                     |                    |                    |       |       |  |
|  | UZB Sharif Khalilov       | UZB Sharif Khalilov       | 020                 |                     |                    |                    |       |       |  |

### Repescagem
|  | Eliminatória             | Eliminatória             | Eliminatória |  |  | Semifinais               | Semifinais               | Semifinais            |     |                         | Medalha de Bronze       | Medalha de Bronze | Medalha de Bronze |
|  |                          |                          |              |  |  |                          |                          |                       |     |                         |                         |                   |                   |
|  | IRI Mohammad Ali Shanani | IRI Mohammad Ali Shanani | 1103         |  |  |                          |                          |                       |     |                         |                         |                   |                   |
|  | GBR Marc Powell          | GBR Marc Powell          | 0101         |  |  | IRI Mohammad Ali Shanani | IRI Mohammad Ali Shanani | 0001                  |     |                         |                         |                   |                   |
|  |                          |                          |              |  |  | JPN Hidekatsu Takahashi  | JPN Hidekatsu Takahashi  | 100                   |     |                         |                         |                   |                   |
|  |                          |                          |              |  |  |                          |                          |                       |     | JPN Hidekatsu Takahashi | JPN Hidekatsu Takahashi | 000               |                   |
|  |                          |                          |              |  |  |                          | RUS Shakhban Kurbanov    | RUS Shakhban Kurbanov | 100 |                         |                         |                   |                   |
|  |                          |                          |              |  |  |                          |                          |                       |     |                         |                         |                   |                   |
|  |                          |                          |              |  |  |                          |                          |                       |     |                         |                         |                   |                   |
|  |                          |                          |              |  |  |                          |                          |                       |     |                         |                         |                   |                   |
|  |                          |                          |              |  |  |                          |                          |                       |     |                         |                         |                   |                   |
|  |                          |                          |              |  |  |                          |                          |                       |     |                         |                         |                   |                   |

|  | Eliminatória         | Eliminatória         | Eliminatória |  |  | Semifinais             | Semifinais                | Semifinais                |      |                      | Medalha de Bronze    | Medalha de Bronze | Medalha de Bronze |
|  |                      |                      |              |  |  |                        |                           |                           |      |                      |                      |                   |                   |
|  | VEN Mauricio Briceno | VEN Mauricio Briceno | 102          |  |  |                        |                           |                           |      |                      |                      |                   |                   |
|  | ARG Rodolfo Ramírez  | ARG Rodolfo Ramírez  | 000          |  |  | VEN Mauricio Briceno   | VEN Mauricio Briceno      | 112                       |      |                      |                      |                   |                   |
|  |                      |                      |              |  |  | TUR Halil İbrahim Önel | TUR Halil İbrahim Önel    | 0002                      |      |                      |                      |                   |                   |
|  |                      |                      |              |  |  |                        |                           |                           |      | VEN Mauricio Briceno | VEN Mauricio Briceno | 0013              |                   |
|  |                      |                      |              |  |  |                        | MEX Eduardo Ávila Sánchez | MEX Eduardo Ávila Sánchez | 0101 |                      |                      |                   |                   |
|  |                      |                      |              |  |  |                        |                           |                           |      |                      |                      |                   |                   |
|  |                      |                      |              |  |  |                        |                           |                           |      |                      |                      |                   |                   |
|  |                      |                      |              |  |  |                        |                           |                           |      |                      |                      |                   |                   |
|  |                      |                      |              |  |  |                        |                           |                           |      |                      |                      |                   |                   |
|  |                      |                      |              |  |  |                        |                           |                           |      |                      |                      |                   |                   |